# Daniel Handler

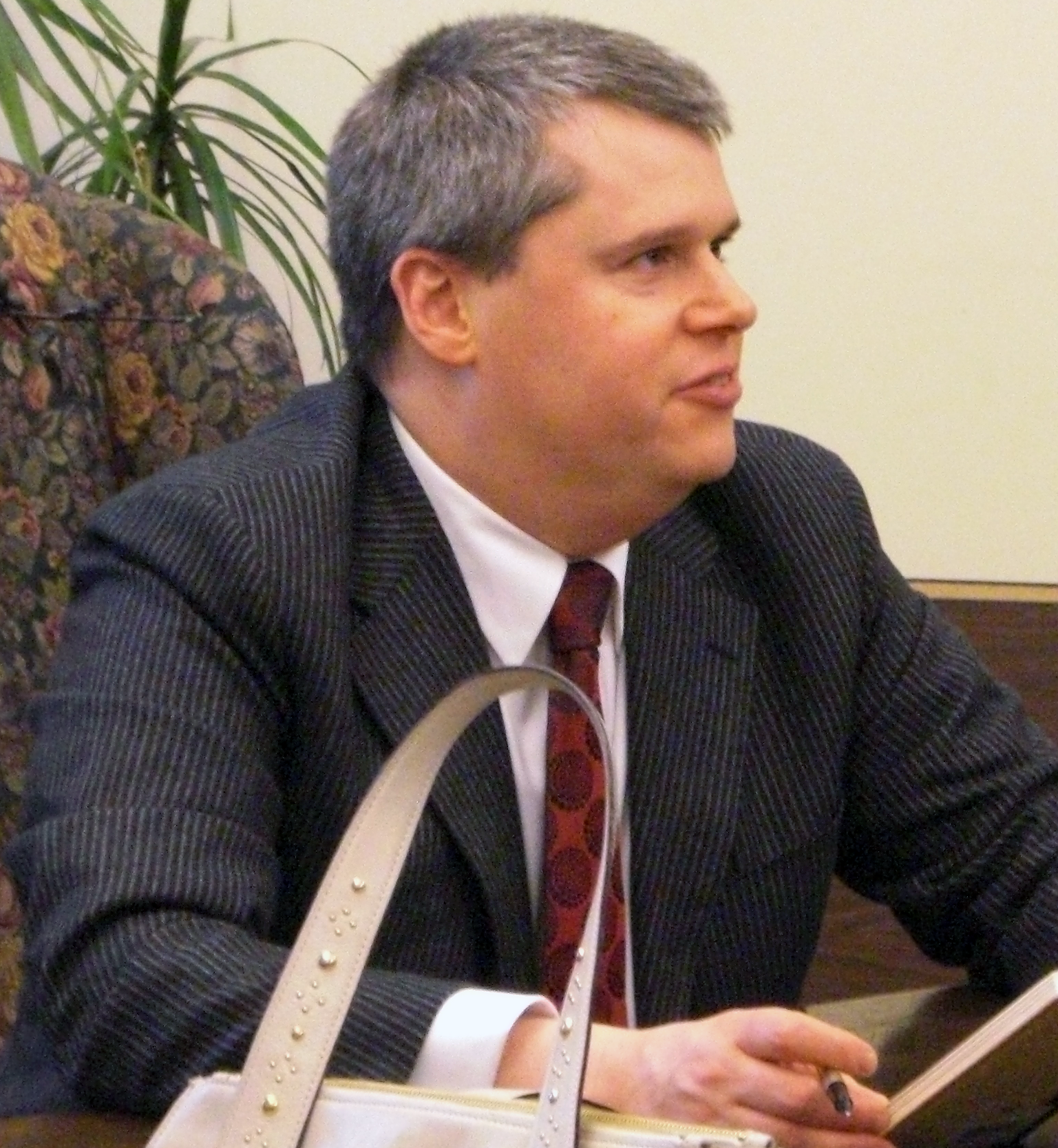

Daniel Handler (sinh ngày 28 tháng 2 năm 1970) là một nhà văn và nhạc sĩ người Mỹ. Anh nổi tiếng với loạt phim Những sự kiện bất hạnh và những câu hỏi sai lầm của trẻ em, được xuất bản dưới dạng bút hiệu Lemony Snicket. Bộ phim này đã được chuyển thể thành bộ phim Nickelodeon vào năm 2004, và một series Netflix từ năm 2017 trở đi.
Handler cũng đã xuất bản tiểu thuyết người lớn dưới tên thật của mình, và sách của trẻ em khác dưới bút danh của Snicket. Cuốn sách đầu tiên của ông The Basic Eight đã bị nhiều nhà xuất bản từ chối vì chủ đề tối của nó. Handler cũng đã chơi đàn accordion trong nhiều ban nhạc.
Năm 2014, Handler bị chỉ trích vì đã đùa cợt về dưa hấu đạo diễn Jacqueline Woodson, và vào năm 2018, nhiều phụ nữ đã buộc tội Handler quấy rối tình dục trong các buổi hội thảo sách như là một phần của phong trào Me Too

## Cuộc sống cá nhân
Handler sinh ra tại San Francisco, California, con trai của Sandra Handler (née Walpole), một trường cao đẳng thành phố San Francisco Dean đã nghỉ hưu, và Louis Handler, kế toán viên. Cha của ông là một người t ref nạn người Do Thái từ Đức, và ông liên hệ mật thiết với nhà văn người Anh Hugh Walpole qua mẹ ông. Anh có một em gái, Rebecca Handler. Handler đã là một độc giả khát khao từ thời thơ ấu, và tác giả yêu thích của ông là William Keepers Maxwell, Jr. Ông theo học Trường Tiểu Học Commander, trường trung học Herbert Hoover, và Lowell High School. Ông tốt nghiệp Đại học Wesleyan năm 1992. Ông được trao giải Connectetut Student Poet Prize năm 1992 mà ông tuyên bố đã kiếm được bằng cách trích ra Elizabeth Bishop. Ông là một cựu sinh viên của nhóm San Francisco Boys Chorus.
Ông đã kết hôn với Lisa Brown, một nghệ sĩ đồ họa mà ông gặp ở trường đại học. Họ có một con trai, Otto Handler, sinh năm 2003. Họ sống trong một ngôi nhà Edwardian cũ ở San Francisco.
Người điều hành hoạt động về mặt chính trị và giúp hình thành LitPAC. Trong ấn bản ngày 10 tháng 6 năm 2007 của Tạp chí The New York Times, Handler cho thấy sự mơ hồ đối với sự giàu có của mình và những mong đợi mà nó tạo ra. Ông nói rằng ông thường bị đòi hỏi tiền vì các nguyên nhân từ thiện và thường cho. Ông đã ủng hộ phong trào Occupy Wall Street.
Handler mô tả mình là một nhà nhân bản học thế tục và một người vô thần. Thêm vào đó, ông nói, "Tôi không phải là tín đồ trong số phận định trước, được khen thưởng cho những nỗ lực của một người.Tôi không phải là người tin vào nghiệp, lý do tại sao tôi cố gắng trở thành một người tốt bởi vì tôi nghĩ đó là điều đúng Nếu tôi thực hiện ít hành vi xấu sẽ có ít hành vi xấu, có lẽ người khác sẽ tham gia ít hành vi xấu, và trong thời gian sẽ có ít hơn và ít hơn trong số họ. "

## Công việc chuyên môn

### Sách
Sáu trong số những tác phẩm chính của Daniel Handler đã được xuất bản dưới tên của ông. Tác phẩm đầu tiên của ông, The Basic Eight, đã bị nhiều nhà xuất bản từ chối vì chủ đề và giọng điệu của nó (một cái nhìn đen tối về cuộc sống của một cô gái tuổi teen). Handler tuyên bố rằng cuốn tiểu thuyết đã bị từ chối 37 lần trước khi cuối cùng được xuất bản vào năm 1998.
Xem Your Mouth, cuốn tiểu thuyết thứ hai của ông, đã hoàn thành trước khi xuất bản The Basic Eight. Nó theo sau một chủ đề opera hơn, hoàn chỉnh với các chỉ dẫn sân khấu và các hành vi khác nhau. Quan điểm của bạn về Miệng của bạn thay thế cho đoàn kịch opera với hình thức chương trình phục hồi 12 bước theo nghĩa ngôn ngữ chính của nhân vật chính. Tháng 4 năm 2005, Handler đã xuất bản Thuật ngữ, một tập truyện ngắn mà ông nói là về tình yêu. " Nó đã được theo sau vào tháng 1 năm 2011 bởi Why We Broke Up nhận được giải thưởng danh dự Michael L. Printz năm 2012. Cuốn tiểu thuyết của Handler, We Are Pirates nói về một tên cướp biển hiện đại "muốn trở thành một loại cướp biển lỗi thời" Nó được phát hành vào ngày 3 tháng 2 năm 2015. Cuốn tiểu thuyết gần đây nhất của ông, All the Dirty Parts, được xuất bản vào tháng 5 năm 2017 và "có sự hiện diện ngớ ngẩn và liên tục của giới tính khiêu dâm của giới tính nam và coi nó một cách nghiêm túc"
Ông đã phục vụ như là một thẩm phán cho Học bổng Làm việc Writer PEN / Phyllis Naylor năm 2012.

### Lemony Snicket

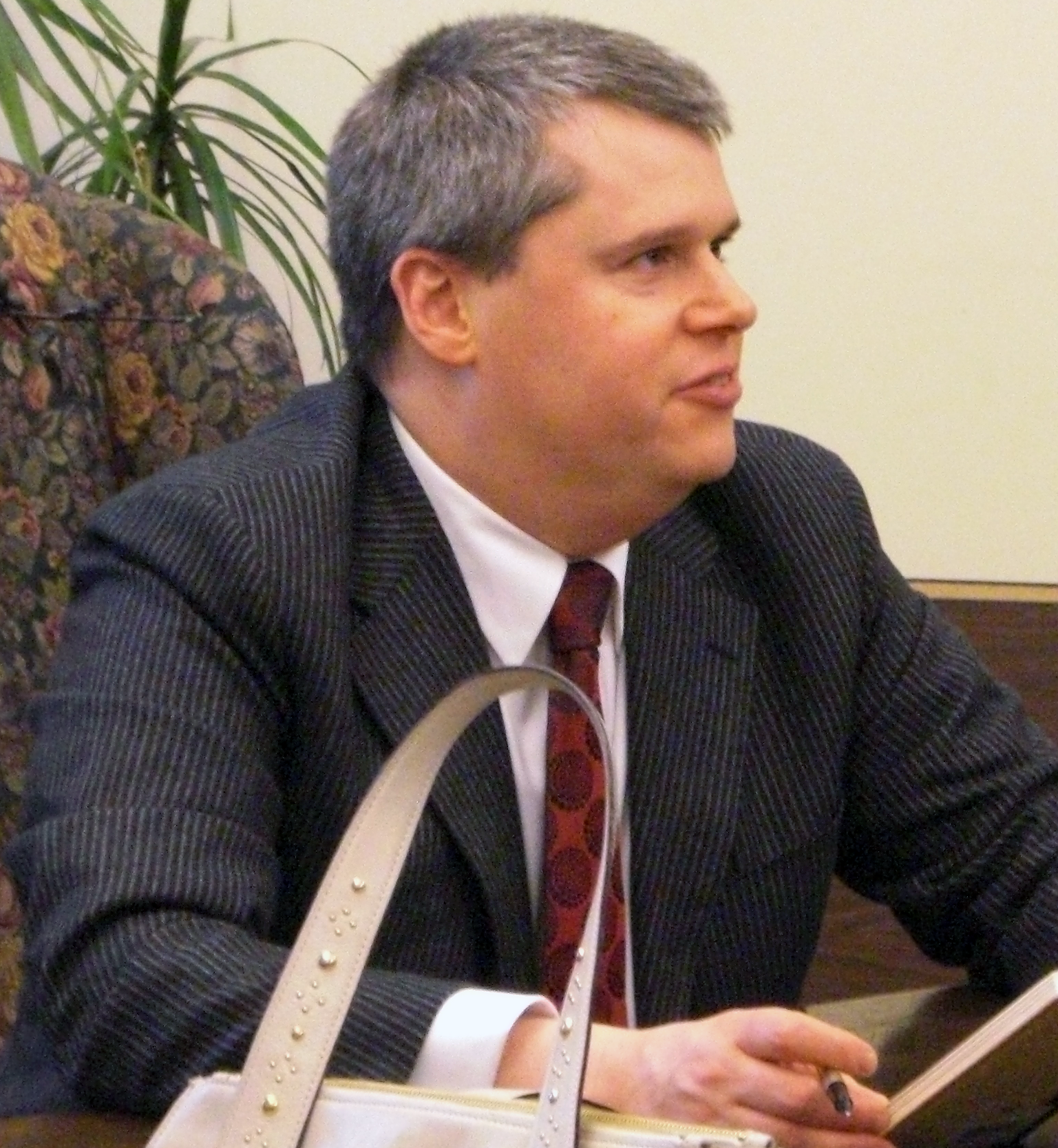
Handler tại một cuốn sách ký vào năm 2006
Handler đã viết loạt truyện bán chạy nhất của 13 tiểu thuyết Một loạt các sự kiện bất hạnh dưới bút danh Snicket từ năm 1999 đến năm 2006. Các cuốn sách liên quan đến ba đứa trẻ mồ côi, những người gặp những sự kiện ngày càng khủng khiếp sau cái chết của cha mẹ và việc đốt nhà của họ (do một người tên là Count Olaf và đoàn của ông về các cộng sự), và Snicket đóng vai người kể chuyện và người viết tiểu sử của những đứa trẻ mồ côi. Ông cũng kể lại cuốn sách âm thanh cho ba cuốn sách liên tiếp trong chuỗi, trước khi quyết định bỏ thuốc bởi vì ông thấy nó quá khó, kể chuyện cho người kể chuyện ban đầu, Tim Curry.
Từ năm 2012 đến năm 2015, Handler xuất bản tập 4 phần All the Wrong Questions dưới cái tên Lemony Snicket; những cuốn sách khám phá thời thơ ấu của Snicket và V.F.D. học việc ở thị trấn Stain'd-by-the-Sea. Ông cũng đã viết những cuốn tiểu thuyết dành cho thiếu nhi dưới tên Snicket, bao gồm những quyển sách đồng hành cho loạt Snicket của ông và sách thiếu nhi như The Composer is Dead và The Latke Who could not Stop Screaming.

#### Âm nhạc

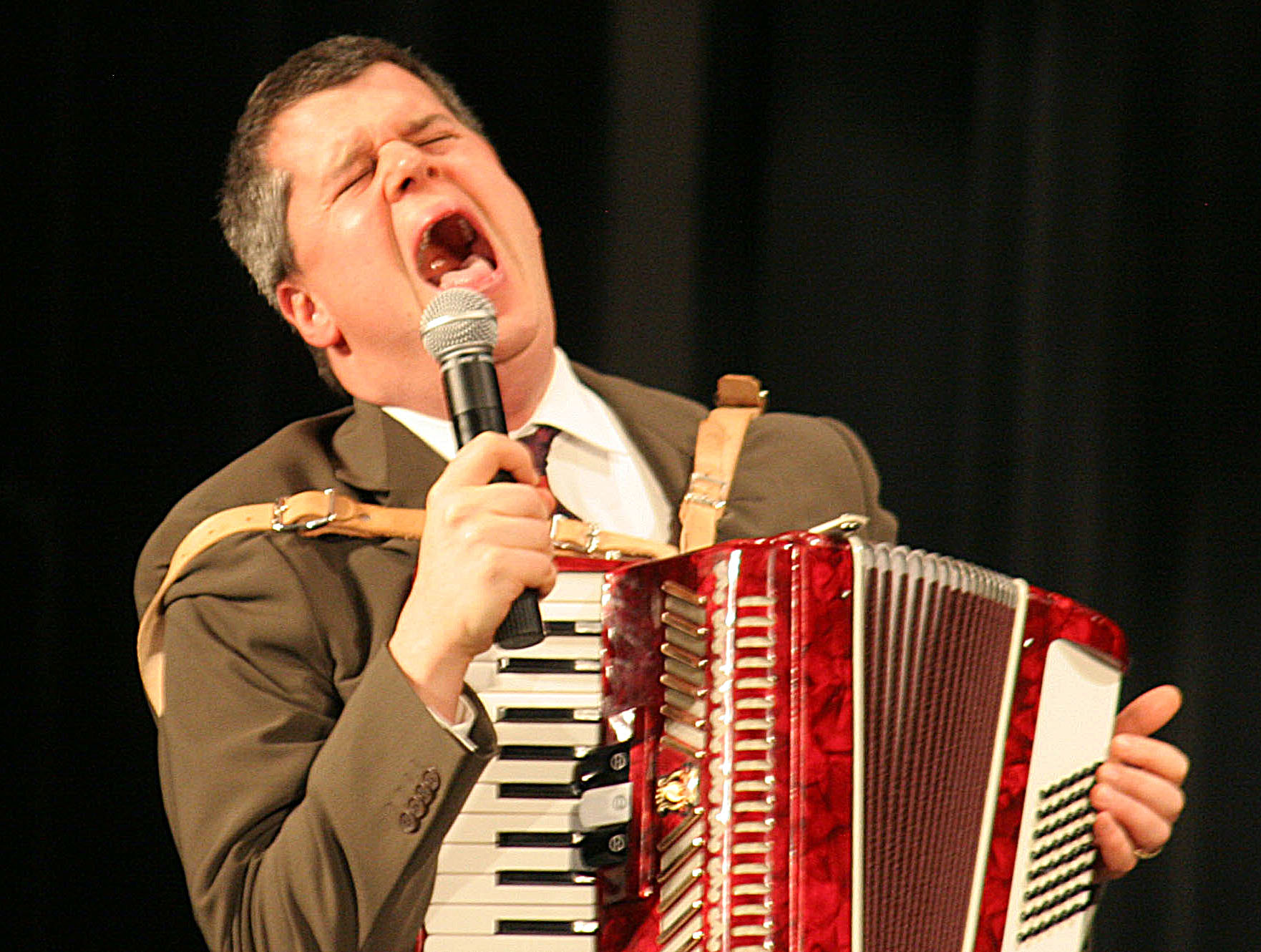
Handler chơi và hát khi đọc The End vào năm 2006.

Handler là hai ban nhạc sau khi học đại học, The Edith Head Trio và Tzamboni, nhưng chỉ đến 69 Love Songs, một album do The Magnetic Fields thực hiện, rằng âm nhạc của anh thu hút sự chú ý. Handler đã chơi accordion trên một số bài hát trong 69 Love Songs. Trong hộp thiết lập của dự án, Handler cung cấp một cuộc phỏng vấn dài với ban nhạc lãnh đạo Stephin Merritt về dự án, cũng như các cuộc hội thoại về mỗi bài hát. Handler cũng xuất hiện trong tài liệu Strange Powers 2009, bởi Kerthy Fix và Gail O'Hara, về Merritt và Magnetic Fields.
Ông đã tiếp tục chơi đàn accordion trong một số dự án khác của Merritt, bao gồm cả âm nhạc của The Magnetic Fields, The 6ths và The Gothic Archies, cuối cùng cung cấp các bài hát cho những cuốn sách âm thanh trong loạt sách dành cho trẻ em A series of unfortunate events. Vào ngày 10 tháng 10 năm 2006, một album của Gothic Archies đã được phát hành với tất cả mười ba bài hát từ mười ba audiobook trong A Series of Unfortunate Events, cùng với hai bài hát bonus.
Trong phần bình luận âm thanh về bộ phim A series of unfortunate events của Lemony Snicket, Handler đóng một bài hát về cảm giác buồn nản là có đỉa trong một bộ phim.
Daniel Handler đã viết lời cho bài hát "Radio" do One Ring Zero trình bày và lời bài hát "The Gibbons Girl" của Chris Ewen's The Hidden Variable.